# Якопо Рикати
Якопо Франческо Рикати (на италиански: Jacopo Francesco Riccati) е италиански математик, добил известност с диференциалното уравнение, кръстено на негово име — уравнение на Рикати.
Въпреки че първоначално се записал да учи право в Падуанския университет, под влиянието на приятеля си Стефано дели Анджели Рикати продължава да учи математика. Скоро се прочува и получава покана от Петър Велики да оглави Научната академия на Санкт Петербург. Рикати отхвърля това и други предложения, само и само да остане в Италия.
Работите му в областта на хидравликата имали голям принос за родната Венеция, тъй като изчисленията послужили при строежите на диги покрай каналите. Математическите му резултати са в областта на диференциалните уравнения, където предлага методи за понижаване на реда на уравненията, които впоследствие биват широко възприети. Писал е трудове и по диференциална геометрия и механика на флуидите.
Рикати поддържал научна кореспонденция с Якоб Бернули и множество европейски математици и имал голямо влияние над Леонард Ойлер и Даниел Бернули. Синът на Якопо Рикати, Винченцо, последвал стъпките на баща си и станал пионер в областта на хиперболичните функции.